# قنان قران
قنان قران یک روستا در ایران است که در دهستان یورتچی غربی واقع شده‌است. قنان قران ۱۲۹ نفر جمعیت دارد.